# 長谷川大紋
長谷川 大紋（はせがわ たもん、1943年6月3日 - ）は、日本の政治家、実業家。
参議院議員（1期）、茨城県議会議員（9期）、茨城県議会議長（第82代）等を歴任した。
茨城県議会議員、笠間市長を務めた長谷川好三は父。

## 来歴
茨城県笠間市で生まれ、岩瀬町（現桜川市）で育つ。法政大学法学部卒業。1970年から大泉砕石株式会社代表取締役を務める。
1974年、茨城県議会議員選挙に自由民主党公認で西茨城郡選挙区から出馬し、初当選。以後、9期にわたって県議を務め、茨城県議会議長（第82代）や自民党茨城県連会長代行・幹事長等を歴任する。
2005年、茨城県選挙区選出の狩野安参議院議員が郵政民営化法案の参議院本会議における採決で反対票を投じ、自民党執行部は2007年の第21回参議院議員通常選挙で公認しない旨を狩野に通告。これにより狩野は出馬を断念したため、後継候補に長谷川が内定した。茨城県連は改選数2の茨城県選挙区に2人の候補者の擁立を目指していたが、茨城県医師連盟が日本医師連盟の方針に反し、野党である国民新党の自見庄三郎元郵政大臣（医師）を推薦。これに伴い、県内の自民支持勢力の一部が反自民に鞍替えし、県内で自民党票の上積みに大きく貢献していた特定郵便局長OBの団体「大樹」の会員が、郵政民営化を受け激減。2人目の候補擁立を断念した上、これまで毎回実施されていた公明党の推薦も見合わされたが、民主党公認の藤田幸久に次ぐ得票数2位で当選した。
2009年の第45回衆議院議員総選挙で惨敗し、野党に転落した自民党は、衆議院で院内会派「自由民主党・改革クラブ」を結成。しかし、この当時改革クラブには茨城県第7区選出の中村喜四郎元建設大臣が所属していたため、長谷川はこれに反発。同年12月に党本部に離党届を提出し、自民党を離党した。2011年8月30日の参議院本会議における内閣総理大臣指名選挙では谷垣禎一に投票した。
2012年8月、自民党の誘いにより参議院の院内会派「自由民主党・たちあがれ日本・無所属の会」に入会。なおこの時点では会派には入会したものの、自民党への復党はしない意向を示していた。同年11月には「お世話になった自民党に恩返しをして退きたい」として、自民党へ復党した上で翌年引退する方向で復党願いを提出し、同月28日に承認された。2013年1月、「体調を崩し、疲れを感じるようになった」として同年7月の参院選への不出馬と政界引退を発表し、同年7月28日に任期満了で退任した。2015年春の叙勲で旭日重光章受章。

## 長谷川グループ
岩瀬町を中心に様々な事業を展開している

### 大泉砕石㈱
本社：〒309-1201　桜川市大泉877
富谷山から砕石を採取している
- 1963年（昭和38年）1月 − 大泉砕石株式会社設立。資本金400万円。長谷川好三が初代代表取締役に就任。
- 1970年（昭和45年）1月 − 長谷川大紋が第ニ代代表取締役社長に就任。
- 1982年（昭和57年）6月 − 系列会社 飯渕砕石株式会社を設立。
- 1995年（平成6年）4月 − 飯渕砕石株式会社を吸収合併。大泉砕石（株）飯渕工場 となる。
- 2008年（平成20年）
  - 7月 − 長谷川雅弥が第四代代表取締役社長に就任。
  - 11月 − 北関東自動車道開通（笠間西IC〜桜川筑西IC〜真岡IC）材料納入

### うら筑波観光開発㈱

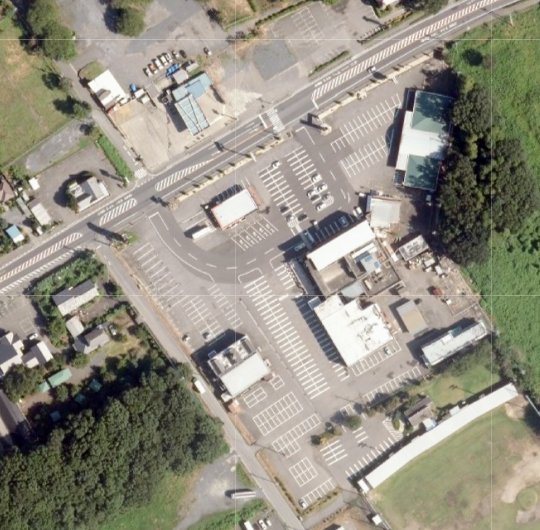
U-CITYつくば

本社：〒309−1226　桜川市上野原地新田241
上野沼エリアでリゾート開発を行う
- U-CITYつくば（旧・うら筑波ドライブイン）
  - ゆららの湯
- ㈲上野原給油所
- U-CITYゴルフガーデン

### その他
- ㈲稲田給油所
- 長谷川ビル管理㈱
- 大泉リース㈱
- フラワーショップ Jill-RY

## 所属していた団体・議員連盟
- 神道政治連盟国会議員懇談会